# Chánia Kambión
Chánia Kambión, en grec moderne : Χάνια Καμπιών, est un village du dème de Makrakómi, dans le district régional de Phthiotide, en Grèce-Centrale.
Selon le recensement de 2011, la population du village s'élève à dix habitants.